# Tvättgölen, Småland
Tvättgölen är en sjö i Vimmerby kommun i Småland och ingår i Motala ströms huvudavrinningsområde.